# George de Lalaing
George de Lalaing greve af Rennenberg (født 1550 i Hoogstraten, Antwerpen provins, Belgien, død 23. juli 1581 i Groningen) var statholder af Friesland, Groningen, Drenthe og Overijssel i tjeneste fra Philip II af Spanien fra 1577 til 1581. Familien Lalaing kom fra Hainaut og havde en tradition for administrative stillinger. Hans far var Philip de Lalaing, greve af Hoogstraten, hans mor, Anna af Rennenberg.

## Liv og gerning
Rennenberg (som han var kendt som i Nederlandene) blev udnævnt til statholder i de nordlige provinser i 1577 på forslag af Wilhelm af Orange. Han havde en fast tro på Pacifikationen i Gent som et redskab til at forene de oprørske kalvinister med deres katolske konge. Da traktaten resulterede i, at protestantismen vandt fremgang, især i Bruxelles, Gent og Brugge, forlod han oprørernes sag den 3. marts 1580 med støtte fra byen Groningen ifølge traditionen overbevist af sin søster Cornelia van Lalaing. Resten af provinsen forblev loyal over for oprørssagen. Han forsøgte at belejre Steenwijk, men måtte ophæve belejringen, da John Norreys ankom og befriede stedet. Han blev derefter yderligere besejret af Norreys i Slaget ved Kollum.
Rennenberg, der allerede var syg, døde i Groningen i 1581, men byen forblev en krigsskueplads indtil 1594. Rennenbergs overløberi polariserede den nederlandske befolkning yderligere langs religiøse skillelinjer. I oprørssamfundene blev katolikker ikke længere betroet højere stillinger.